# Kaum al-Mahras
Kaum al-Mahras – miejscowość w Egipcie, w muhafazie Al-Minja, w dystrykcie Abu Kurkas. W 2006 roku liczyła 7290 mieszkańców.